# シヴァージー4世
シヴァージー4世（Shivaji IV, 1816年 - 1822年1月3日）は、インドのデカン地方、コールハープル藩王国の君主（在位：1821年 - 1822年）。

## 生涯
1816年、コールハープル藩王国の君主サンバージー3世の息子として、コールハープルで誕生した。
1821年7月2日、父サンバージー3世が死亡したことにより、藩王位を継承した。
1822年1月3日、シヴァージー4世は死亡し、叔父で摂政のシャハージーが王位を継承した。